# Love Runs Blind
 (mai 2019).
Si vous disposez d'ouvrages ou d'articles de référence ou si vous connaissez des sites web de qualité traitant du thème abordé ici, merci de compléter l'article en donnant les références utiles à sa vérifiabilité et en les liant à la section « Notes et références ».
Love Runs Blind (5 avril 1991 – 18 octobre 2018) était un groupe de rock bangladais formé en 1991 dans la ville de Chittagong par Ayub Bachchu,. 
Il s'agit d'un des groupes les plus connus du Bangladesh. Depuis sa création, il a sorti treize albums studio, un album live et deux albums de compilation. Le groupe est également apparu dans plusieurs albums mixtes. Ils font partie des pionniers de la musique hard rock bangladaise. Ils ont été à l'origine formés en tant que groupe de hard rock, mais ont expérimenté de nombreux sous-genres de rock and roll.
Après avoir signé avec Sargam Records, LRB a sorti le premier double album au Bangladesh, LRB I et LRB II en 1992. Leur troisième album, Shukh, les a aidés à acquérir plus de popularité et de succès commercial, en présentant la chanson Cholo Bodle Jai, l'une des chansons rock les plus populaires au Bangladesh. Leur popularité a continué avec des albums à succès comme Tobuo (1994), Ghumonto Sohore (1995), etc. En septembre 1996, ils ont sorti Ferari Mon: Unplugged Live, qui était le premier album live au Bangladesh. Ils sont le seul groupe bangladais à se produire au Madison Square Garden, à New York. Ils sont devenus célèbres au début des années 1990 et font partie du Big Three of Rock aux côtés d'Ark et Nagar Baul, responsables de la vulgarisation de la musique hard rock au Bangladesh dans les années 1990. En octobre 2018, le chanteur et guitariste principal du groupe Ayub Bachchu est décédé d'un arrêt cardiaque dans sa propre résidence. Bachchu a donné sa dernière représentation à Rangpur, au Bangladesh, quatre jours avant sa mort.
LRB est considéré comme l'un des groupes de rock les plus influents et les plus prospères du Bangladesh. The Top Tens les a classés 4e sur leur liste des 10 meilleurs groupes de rock du Bangladesh. Ils ont remporté un record de six Meril Prothom Alo Awards et un Citycell-Channel I Music Award en 2007.

## Biographie

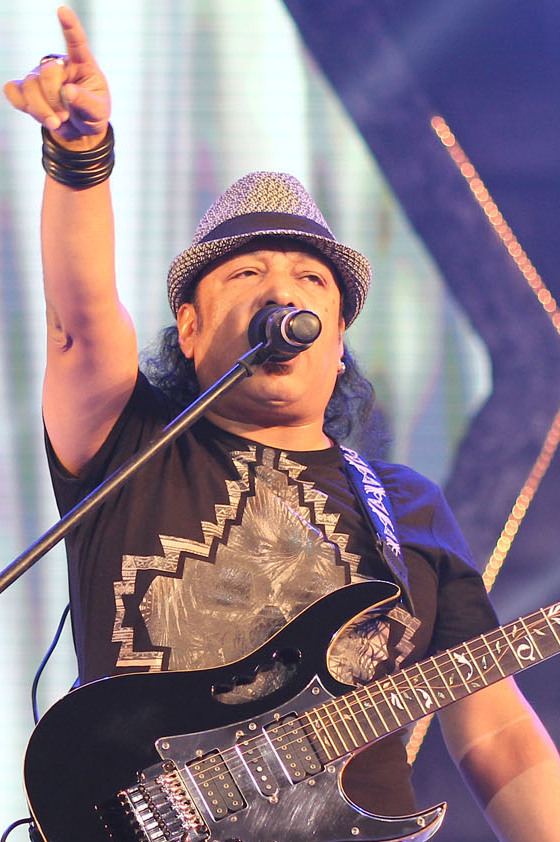
Ayub Bachchu, fondateur de LRB, se produit en direct à la foire Emami et au Handsome Award Show d'août 2015

Après l’album East and West des Souls, Bachchu trouva des différences entre lui et les autres membres du groupe. Les autres membres du groupe étaient intéressés par le rock soft et le pop rock. Bachchu s'intéressait au hard rock. À la fin des années 1990, Ayub Bachchu quitte Souls. Bachchu ainsi que S.I. Tutul, Saidul Hasan Swapan et Habib Anwar Joy ont formé le groupe LRB (Little River Band) le 5 avril 1991. Mais après que Bachchu eut découvert qu'un groupe de rock australien portait le même nom, il le changea en Love Runs Blind. Leur première formation comprenait Bachchu au chant et à la guitare, S.I. Tutul au clavier, Swapan à la basse, Joy à la batterie. LRB a été invité à se produire lors d’un concert à l’Université de Dacca, organisé par BAMBA le 26 avril 1991, avec d’autres groupes de rock tels que Souls, Feelings, et Ark. À leurs débuts, ils avaient l'habitude de jouer en direct à l'Hôtel Sheraton et au Chambeeli Super Club, avec des groupes comme Ark et Feedback. Au début de 1991, ils signe un accord avec Sargam et ont ensuite enregistré leurs albums LRB I et LRB II, le premier double album du Bangladesh. L'album est sorti en format cassette. Il comprenait certaines des plus grandes chansons à succès comme ঢাকার সন্ধ্যা (Soirée de Dhaka), ঘুম ভাঙ্গা শহরে (dans la ville réveillée), হকার (Hawker), (Mère) et এক কাপ চা (Une tasse de thé). 
Après la sortie de leurs doubles albums, ils signèrent un nouveau contrat avec Soundtek au milieu de 1992 et commencèrent rapidement à travailler sur leur troisième album Shukh (Le Bonheur). L'album est sorti en 1993. C'était le premier album du groupe à connaître un succès commercial. Avec la ballade চলো বদলে যায় (Changeons) devenant la chanson rock la plus populaire de l'année, ils devinrent l’un des meilleurs groupes de cette époque. La chanson est devenue leur chanson de signature. L'album comprenait également la chanson hard rock গতকাল রাতে (Hier Sour), chanson soft rock রুপালী গিটার (Guitare Rupali). Après la sortie de Shukh, le batteur Habib Anwar Joy a quitté le groupe pour Ark. Le 8 juin 1993, Milton Akbar a rejoint le groupe en tant que batteur. En 1994, ils ont sorti leur quatrième album studio Tobuo (Pourtant) de Sargam Records. Il comprenait la chanson à succès রাত জাগা পাখি (Night Bird). Bien que l'album n'ait pas connu le même succès que le précédent, il a renforcé leur statut hard rock. En janvier 1994, le batteur Milton Akbar quitta le groupe et fut remplacé par Riyad le 31 janvier 1994. En 2012, Ayub Bachchu a été admis à l'hôpital CCU de Dhaka pour avoir accumulé de l'eau dans ses poumons. Il a récupéré après avoir reçu un traitement. Le 18 octobre 2018, il est décédé d'insuffisance cardiaque dans sa propre résidence. Il a été déclaré mort à l'hôpital Square à 9h55. Il a été inhumé dans la ville de Chittagong, près de la tombe de sa mère. Après sa mort, ses compagnons de groupe et d'autres musiciens du pays ont organisé un concert intitulé Tribute to Ayub Bachchu, produit par BAMBA, où de nombreux groupes ont interprété des chansons de LRB. Le 24 novembre 2018, un concert hommage à Kolkata a eu lieu, intitulé বাচ্চুর স্মরণে দুই বাংলার রকবাজি (In Memorium of Ayub Bachchu, Le Rocking of Two Bangla") où de nombreux artistes indiens ont interprété des chansons de LRB. Les autres membres du groupe, ainsi que son fils [Bachchu] Ahnaf, se sont produits dans tout le pays.

## Style musical
LRB est un groupe de hard rock dont la musique a souvent été décrite comme du blues rock, du soft rock ou du rock psychédélique. Le groupe a été cité comme l'un des pionniers du heavy metal au Bangladesh. Les débuts de LRB ont été influencés par les expériences the Jimi Hendrix Experience, Deep Purple, Led Zeppelin et Queen. Ayub Bachchu a déclaré dans une interview que Jimi Hendrix et Joe Satriani étaient ses principales influences. Bachchu disait au verso de leur album, LRB II :

« LRB est désenchanté dans la popularité bon marché. Quelle que soit la langue de la chanson ou son pays d'origine, la musique est pour tout le monde. C'est pourquoi nous avons composé ces deux cassettes sur le monde qui nous entoure. Si l'une de ces deux cassettes touche le cœur d'un bon auditeur, nous trouverons la satisfaction de tous nos efforts. LRB crée de la musique pour ceux qui aiment écouter de la bonne musique et considère les problèmes qui les entourent comme leur propre problème. »

### Anciens membres
- Ayub Bachchu (mort en 2018) - chant, guitare (1991-2018)
- Saidul Hasan Swapan - basse (1991-2018)
- S.I. Tutul - claviers (1991-2003)
- Habib Anwar Joy - batterie (1991-1993)
- Milton Akbar - batterie (1994-1995)
- Riyad - batterie (1995-2003)
- Sumon - batterie (2003-2006)
- Abdullah Al Masud - guitare (2003-2018)
- Golamur Rahman Romel - batterie (2006-2018)
- Arif Shishir - batterie (2015-2016)

## Discographie

### Albums studio
- L.R.B I (1992)[5]
- L.R.B II (1992)[6]
- সুখ (Le Bonheur) (1993)
- তবুও (Pourtant) (1994)
- ঘুমন্ত শহরে (Ville Endormie) (1995)
- স্বপ্ন (Rêve) (1996)
- আমাদের? (Les Nôtres?) (1998)
- বিস্ময় (Surprise) (1998)
- মন চাইলে মন পাবে (Si vous voulez l'esprit, vous aurez l'esprit) (2001)
- অচেনা জীবন (Vie Inconnue) (2003)
- মনে আছে নাকি নাই? (Je Ne Me Souviens Pas Si Oui Ou Non) (2005)
- স্পর্শ (Touchez) (2008)
- যুদ্ধ (Guerre) (2012)
- রাখে আল্লাহ মারে কে (Mettez Allah Qui a Tué Murray) (2016)

### Live albums
- Ferari Mon: Unplugged Live (1996)

### Albums de compilations
- Greatest Hits of LRB
- Collection of LRB